# Chênehutte-Trèves-Cunault
Chênehutte-Trèves-Cunault is een voormalige gemeente in het Franse departement Maine-et-Loire (regio Pays de la Loire) en telt 1092 inwoners (2005).

## Geschiedenis
De gemeente Chênehutte-Trèves-Cunault is in 1975 ontstaan door een fusie van de toenmalige gemeenten Chênehutte-les-Tuffeaux en Trèves-Cunault. Chênehutte-les-Tuffeaux was zelf in 1794 ontstaan door een fusie van de gemeenten Chênehutte en Les Tuffeaux. Trèves-Cunault was in 1839 ontstaan door een fusie van de gemeenten Cunault en Trèves. Chênehutte-Trèves-Cunault behoorde tot het kanton Gennes, totdat dit op 22 maart 2015 werd opgeheven en de gemeenten werden opgenomen in het kanton Doué-la-Fontaine. Op 1 januari 2016 fuseerde Chênehutte-Trèves-Cunault opnieuw en ging het op in de commune nouvelle Gennes-Val de Loire. Op 1 januari 2018 fuseerde deze gemeente met Les Rosiers-sur-Loire en Saint-Martin-de-la-Place, waarop de naam werd aangepast naar Gennes-Val-de-Loire.

## Geografie
De oppervlakte van Chênehutte-Trèves-Cunault bedroeg 27,5 km², de bevolkingsdichtheid was 39,7 inwoners per km².
De onderstaande kaart toont de ligging van Chênehutte-Trèves-Cunault met de belangrijkste infrastructuur en aangrenzende gemeenten.

## Demografie
Onderstaande figuur toont het verloop van het inwonertal.

## Afbeeldingen

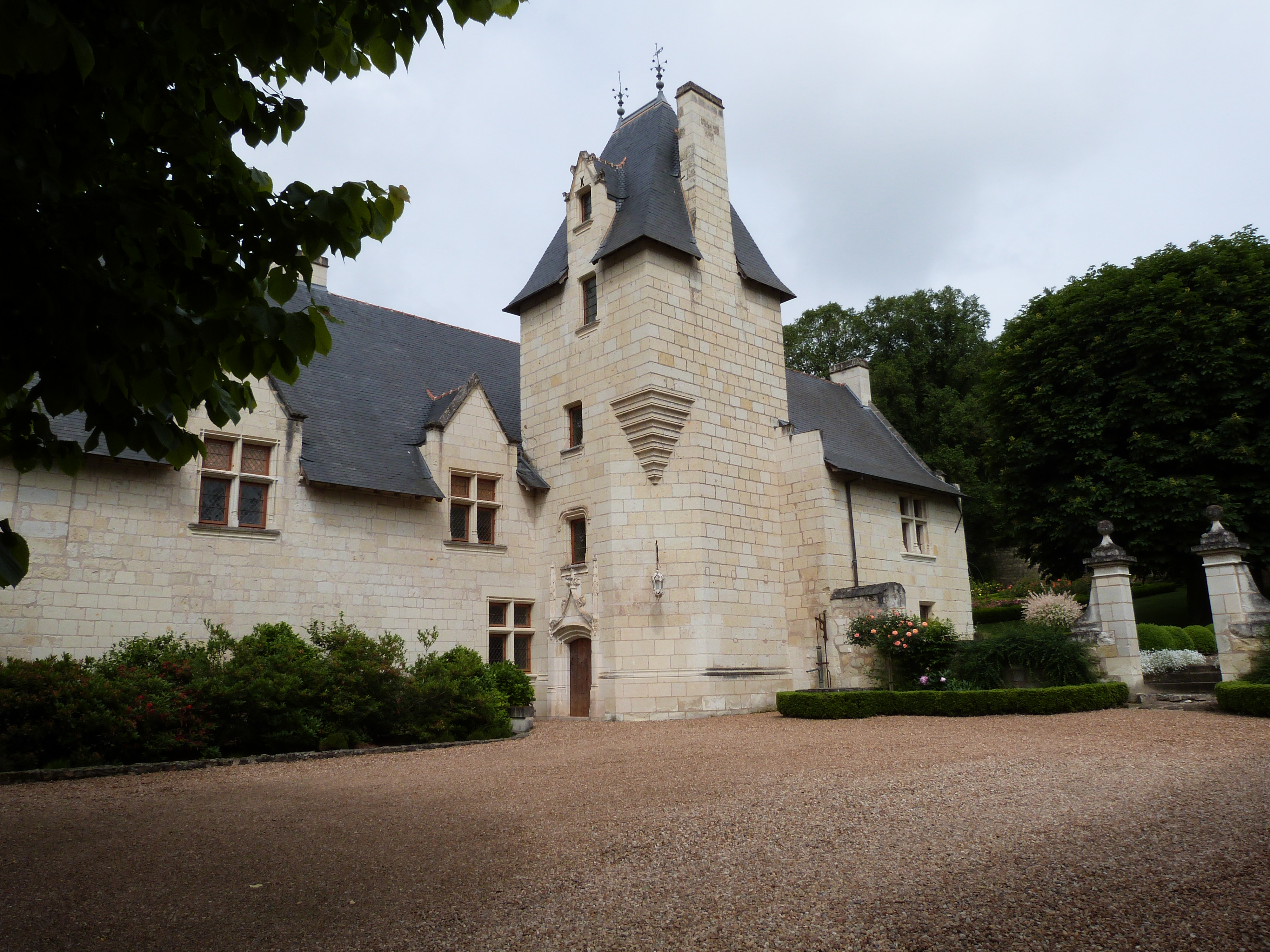
Chênehutte
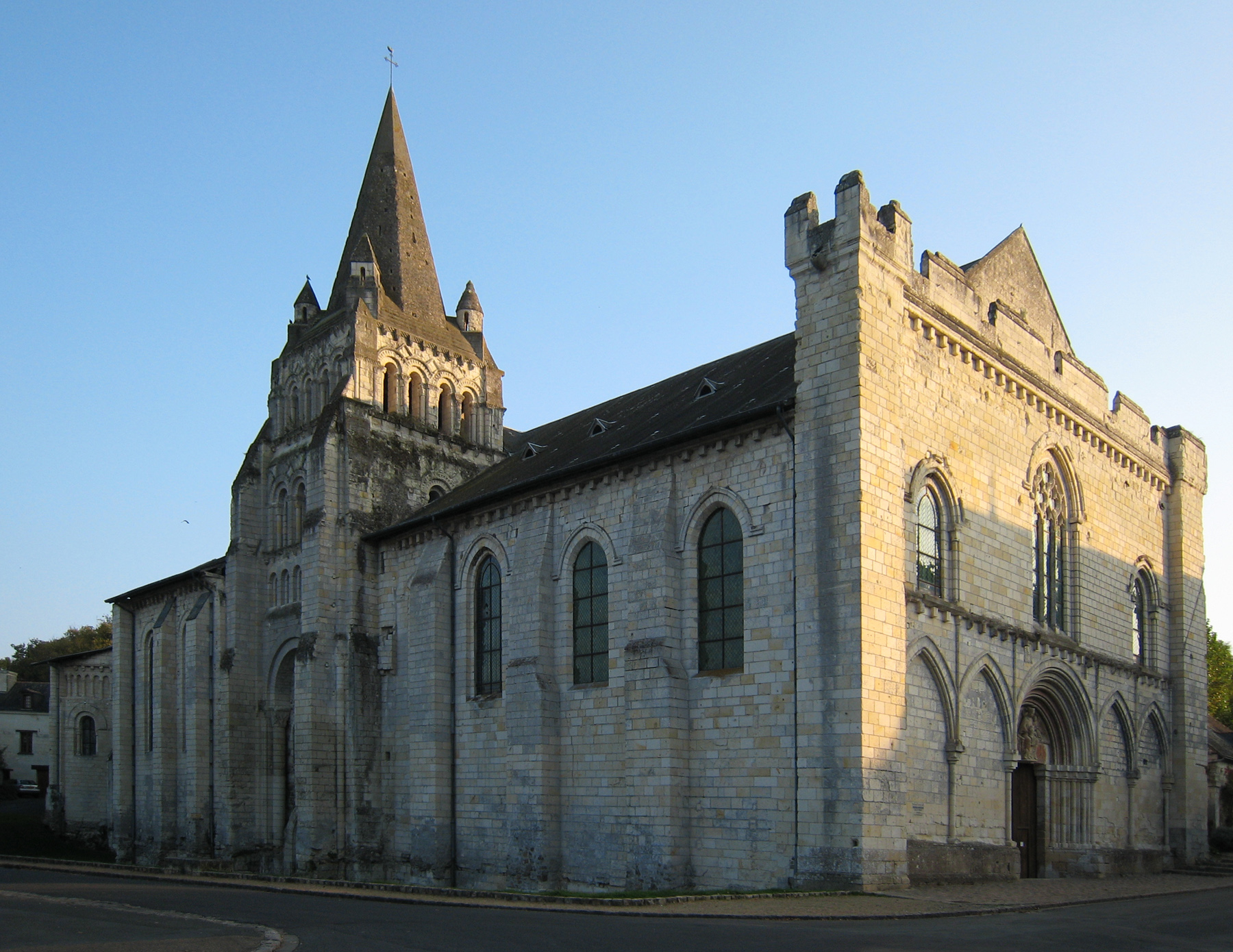
Cunault
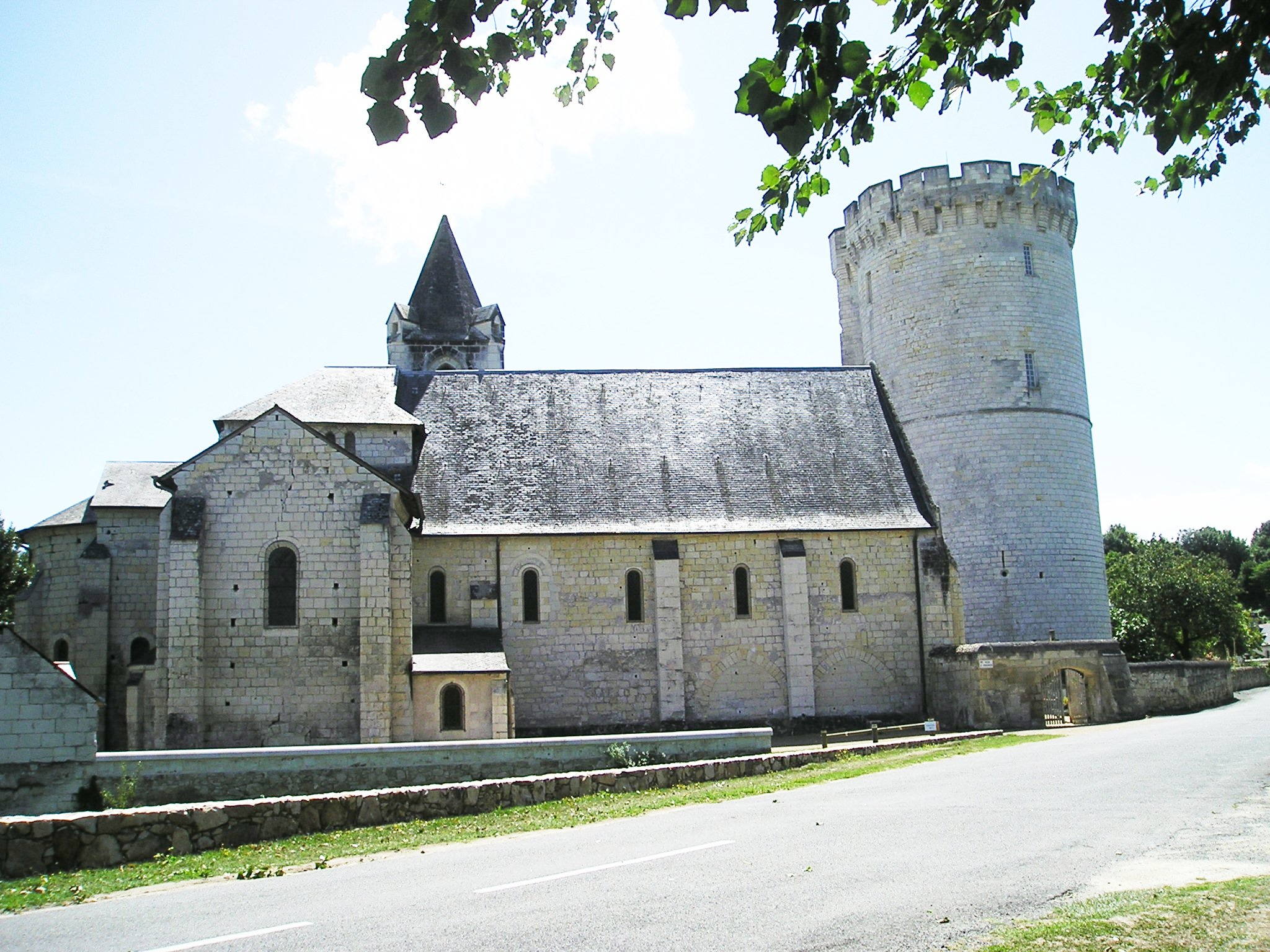
Trèves
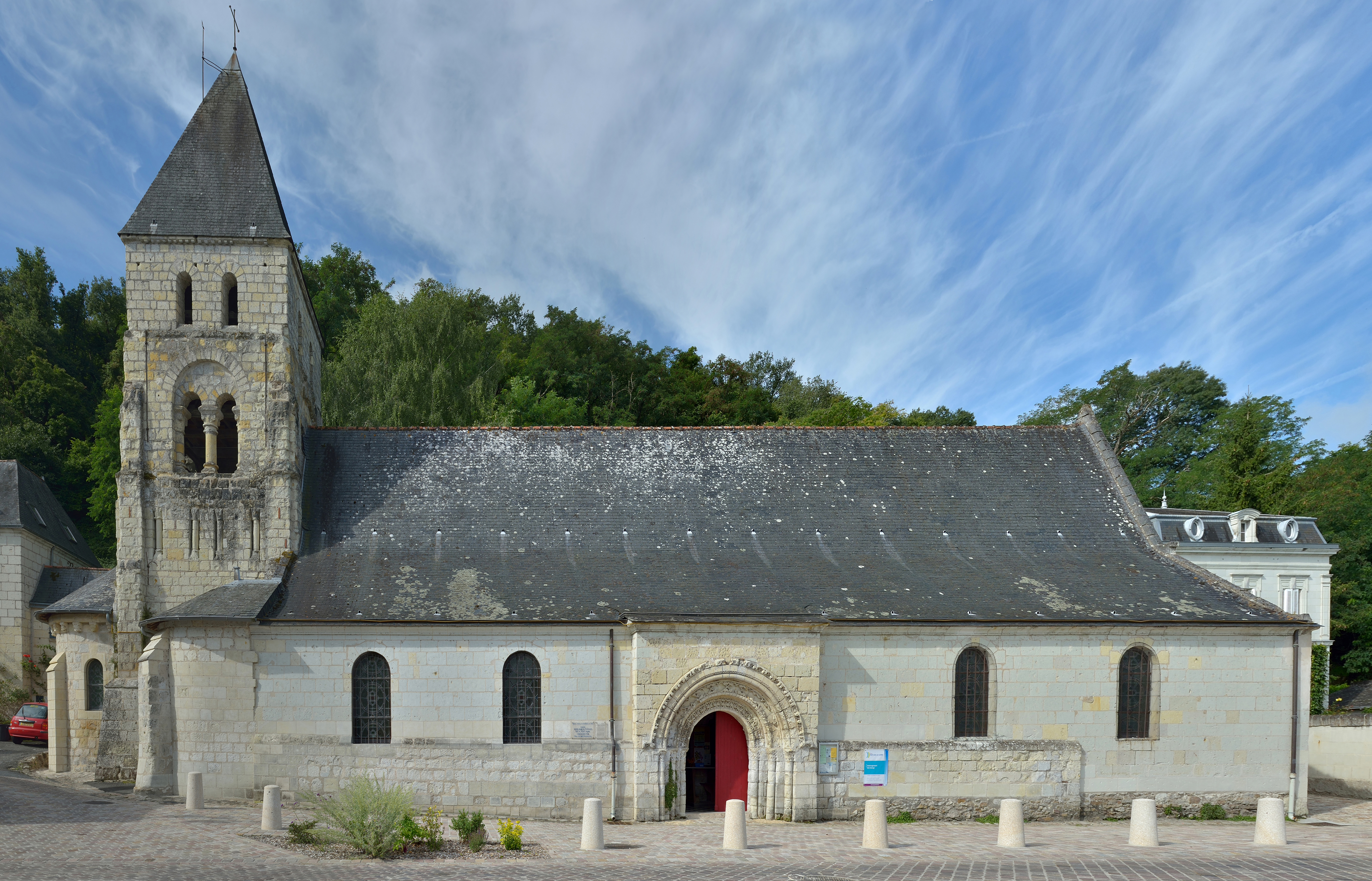
Les Tuffeaux

Chênehutte · Cunault · Gennes · Grézillé · Les Rosiers-sur-Loire · Saint-Martin-de-la-Place · Le Thoureil · Trèves · Les Tuffeaux

Voormalige gemeenten: Chênehutte-les-Tuffeaux · Chênehutte-Trèves-Cunault · Trèves-Cunault